# Ракариј де Сус (Долж)
Ракариј де Сус (рум. Răcarii de Sus) насеље је у Румунији у жупанији Долж у граду Филијаши. Место се налази на надморској висини од 137 m.

## Становништво
Према подацима из 2002. године у насељу је живело 1202 становника, од којих су сви румунске националности.